# Acer mandshuricum
Acer mandshuricum är en kinesträdsväxtart. Acer mandshuricum ingår i släktet lönnar, och familjen kinesträdsväxter.

## Underarter
Arten delas in i följande underarter:
- A. m. kansuense
- A. m. mandshuricum